# 邓双镇
邓双镇，是中华人民共和国四川省成都市新津区曾经下辖的一个镇。2019年12月，撤销邓双镇，将其所属行政区域划归永商镇管辖。

## 行政区划
邓双镇撤销前下辖以下地区：
邓公社区、金龙村、罗山村、何店村、文山村、季河村、新桥村、双河村和董河村。